# مسجد عكاش
مسجد عكاش أحد مساجد جدة التاريخية في المملكة العربية السعودية، يقع المسجد داخل شارع قابل غربا، أقيم المسجد قبل عام 1200 هـ، وقام بتحديد بنائه عكاش أباظة، وتم رفع أرضية المسجد عن مستوى الشارع بحيث يصعد إليه بعد درجات وهو في حالة جيدة وتقام به صلوات حتى اليوم.

## البناء
بحسب لوحة معلقة على أبواب المسجد تشير إلى أن تاريخ تأسيس المسجد كان في 1200 هـ، ولكن  يرجح أن تأسيس المسجد الفعلي كان قبل هذا التاريخ، لأن الوثيقة التي سجل بها المسجد في السجلات العثمانية صدرت بتاريخ 1188 هـ، ما يعني أن المسجد كان قائما قبل تاريخ صدور الصك وقبل التاريخ المعلن عن إنشائه، وقد اختلف المؤرخون في تحديد اسم منشيء المسجد وقصة إنشائه، فقد ذكر محمد يوسف طرابلسي في كتابه جدة حكاية مدينة أن منشيء المسجد هو عكاشة أباظة، الذي يروى أنه كان رجلا ثريا سجن ظلما في العهد العثماني وأن سجانه كان من آل الهزازي وكان يعامله معاملة حسنة، فوعده في حالة الإفراج عنه ببناء مسجد ومرافق يوقف ريعها لذريته من آل الهزازي، وتحقق ذلك بعد خروجه من السجن .

## ترميم المسجد
كام من أسباب مقاومة المسجد للزمن وصموده دون غيره حتى اليوم هو كون المسجد تحيط به محلات تجارية موقوف ريعها على عمارة المسجد وكل ما يحتاج إليه، ويشرف على هذه المحلات والأوقاف آل الهزازي الذين عرف المسجد تحت إشرافهم الكثير من التحسينات المستمرة، كحملتي الترميم وإعادة البناء اللتين كانت أولاهما عام 1280 هـ الموافق 1864، وكانت الثانية عام 1379 هـ الموافق 1977، ورفعت فيها أرضه عن مستوى الشارع .

## العمارة
لمسجد عكاش خمسة أبواب صنعت من خشب الجوز القديم المميز بلونه البني المحروق الذي لا يتغير مع مرور الزمن، يطل ثلاثة منها على شارع قابل، ويطل الاثنان الباقيان على سوق الندى العريق، وتتوسط المسجد قبة دائرية مرتفعة عن الأرض نقشت عليها الزخارف والأشكال الهندسية الإسلامية، وصنعت نوافذها من الزجاج المزركش بألوان زاهية، وتحت هذه القبة بالضبط يوجد البئر التي كانت سقيا المسجد قبل إنشاء خزان ضخم للمسجد في عملية ترميمه الأخيرة، يحتوي المسجد على مكتبة عامة حديثة أنشئت عام 1410 هـ الموافق 1990، وتحوي كتبا شرعية ومراجع للباحثين، تفتح أبوابها من بعد صلاة العصر إلى بعد صلاة العشاء كل أيام الأسبوع ما عدا الجمعة.

## وصلات خارجية
- موقع مسجد عكاش على الخريطة